# Tommy Thompson
Tommy George Thompson (født 19. november 1941 i Elroy i Wisconsin i USA), er en amerikansk politiker tilhørende Det republikanske parti. Han har været guvernør for delstaten Wisconsin fra 1987 til 2001 (fire valgperioder) og senere helseminister i USA fra 2001 til 2005. Han erklærede den 1. april 2007 sit kandidatur til præsidentvalget i 2008, men trak det tilbage 12. august samme år efter skuffende lav opslutning i en vælgertest i Iowa.
Tommy Thompson begyndte sin politiske karriere i 1966 i Wisconsins delstatsparlament efter at han havde aflagt den juridiske eksamen ved University of Wisconsin Law School.